# Ивичеста тинеста костенурка
Ивичестата тинеста костенурка (Kinosternon baurii) е вид тинеста костенурка, срещаща се в източните части на САЩ. Обитава сладководни басейни.